# Тибори-Ольшево
Тибори-Ольшево (пол. Tybory-Olszewo) — село в Польщі, у гміні Високе-Мазовецьке Високомазовецького повіту Підляського воєводства.
Населення — 109 осіб (2011).
У 1975-1998 роках село належало до Ломжинського воєводства.

## Демографія
Демографічна структура станом на 31 березня 2011 року:
|          | Загалом | Допрацездатний вік | Працездатний вік | Постпрацездатний вік |
| -------- | ------- | ------------------ | ---------------- | -------------------- |
| Чоловіки | 57      | 8                  | 43               | 6                    |
| Жінки    | 52      | 11                 | 27               | 14                   |
| Разом    | 109     | 19                 | 70               | 20                   |